# Toretsk
Toretsk (en ucraniano: Торецьк, en ruso: Торецк) es una ciudad ucraniana perteneciente al óblast de Donetsk. Situada en el este del país, es parte del raión de Bajmut y centro del municipio de Toretsk. Fue fundada con el nombre de Shcherbínovka y, entre 1925 y 2016, la ciudad se llamó Dzerzhinsk (en ucraniano: Дзержинськ, en ruso: Дзержинск) en honor al dirigente bolchevique Félix Dzerzhinski.
Toretsk fue escenario de combates y bombardeos durante la guerra del Dombás, que a partir de 2014 despobló la ciudad y dañó gravemente su infraestructura. Fue de nuevo escenario de duros combates entre agosto de 2024 y enero de 2025, durante la batalla del Dombás. El 7 de febrero de 2025, Rusia declaró completada la toma de la ciudad, recuperándola parcialmente Ucrania el 1 de marzo.

## Historia
En 1721, el comandante de la fortaleza de Bajmut, Semen Chirkov, y el administrador de las minas de sal, Mikita Vepreiski, organizaron un grupo de reconocimiento en el desfiladero de Skelovati. El año 1721 pasó a la historia como el año de la apertura de la cuenca carbonífera de Donetsk.
Toretsk fue fundada por cosacos con el nombre de Shcherbínovka en 1806 en el Imperio ruso, como asentamiento para la población rural dedicada a la agricultura y la cría de ovejas. Años después se descubrieron minas de carbón en Zaitsiv, que ya eran importantes en 1834. Ya en 1839, se extraían 220 toneladas de carbón en todas las minas de carbón de la zona, lo que representaba una cuarta parte de la producción total de la cuenca de Donetsk. En 1869 se aceleró el desarrollo económico de la ciudad gracias a la construcción de la línea de tren Kursk-Járkov-Azov, que pasaba cerca de Shcherbynivka.Después de 1890 se desarrolló la producción de coque con la construcción de hornos de coque. En 1916 operaban ya varias minas y empresas industriales.  
En vísperas de la Primera Guerra Mundial, la producción de hulla estaba creciendo rápidamente y también se estaba desarrollando la producción de coque-benceno. Sin embargo, las condiciones de trabajo de los mineros eran extremadamente difíciles (los mineros trabajaban en 2 turnos de 12 horas cada uno) y muchos terminaron desarrollando enfermedades respiratorias, digestivas... En mayo de 1902, Petro Moiseyenko, uno de los líderes de la huelga de tejedores de Moroziv, llegó a Shcherbínivka y se crearon los primeros círculos socialdemócratas, que participaron en el levantamiento armado de Hórlivka en diciembre de 1905 y lucharon por la mejora de las condiciones laborales y de vida.  
Para 1923 la producción de carbón alcanzó el millón de toneladas. En 1931 se inauguró la mina Dzerzhinski y en octubre de 1938 la ciudad adoptó el nombre Dzerzhinsk, en honor al fundador de la policía secreta soviética Félix Dzerzhinski. Un periódico local se publica aquí desde septiembre de 1936.
Durante la Segunda Guerra Mundial, entre el 28 de octubre de 1941 y el 5 de septiembre de 1943 las tropas nazis e italianas ocuparon la ciudad. En este tiempo no pudieron reanudar la extracción de carbón en las principales minas de la ciudad porque fueron saboteadas por grupos clandestinos y subversivos.  
En 1989, Dzerzhynsk tenía 50 538 habitantes. Debido al declive demográfico general causado por el hundimiento de la Unión Soviética, la población cayó a 35 296 habitantes en 2013.
A partir de mediados de abril de 2014, tras la Revuelta del Maidán, separatistas prorrusos se sublevaron en varias ciudades del óblast de Donetsk; incluyendo Dzerzhinsk. El 11 de julio de 2014, las fuerzas del gobierno de Kiev lanzaron ataques contra los separatistas. Para el 21 de julio, las fuerzas de Kiev habían tomado completamente Dzerzhinsk. No obstante, la línea del frente pasaba por las afueras de la ciudad; la vecina Jórlivka, a solo unos kilómetros, quedó controlada por la autoproclamada República Popular de Donetsk. Durante la guerra del Dombás, la ciudad sufrió varios cortes en el suministro de agua.
Acatando la ley de descomunización ucraniana de 2015, el 16 de octubre de 2015 el ayuntamiento cambió el nombre de la ciudad a Toretsk, que es el río que pasa por la localidad. El cambio fue aprobado por la Rada Suprema el 4 de febrero de 2016. En agosto de 2016, el alcalde de Toretsk, Volodymyr Sleptsov, fue arrestado por presunta simpatía hacia la República Popular de Donetsk, y reemplazado por Serhiy Vinnyk.

### Invasión rusa de Ucrania

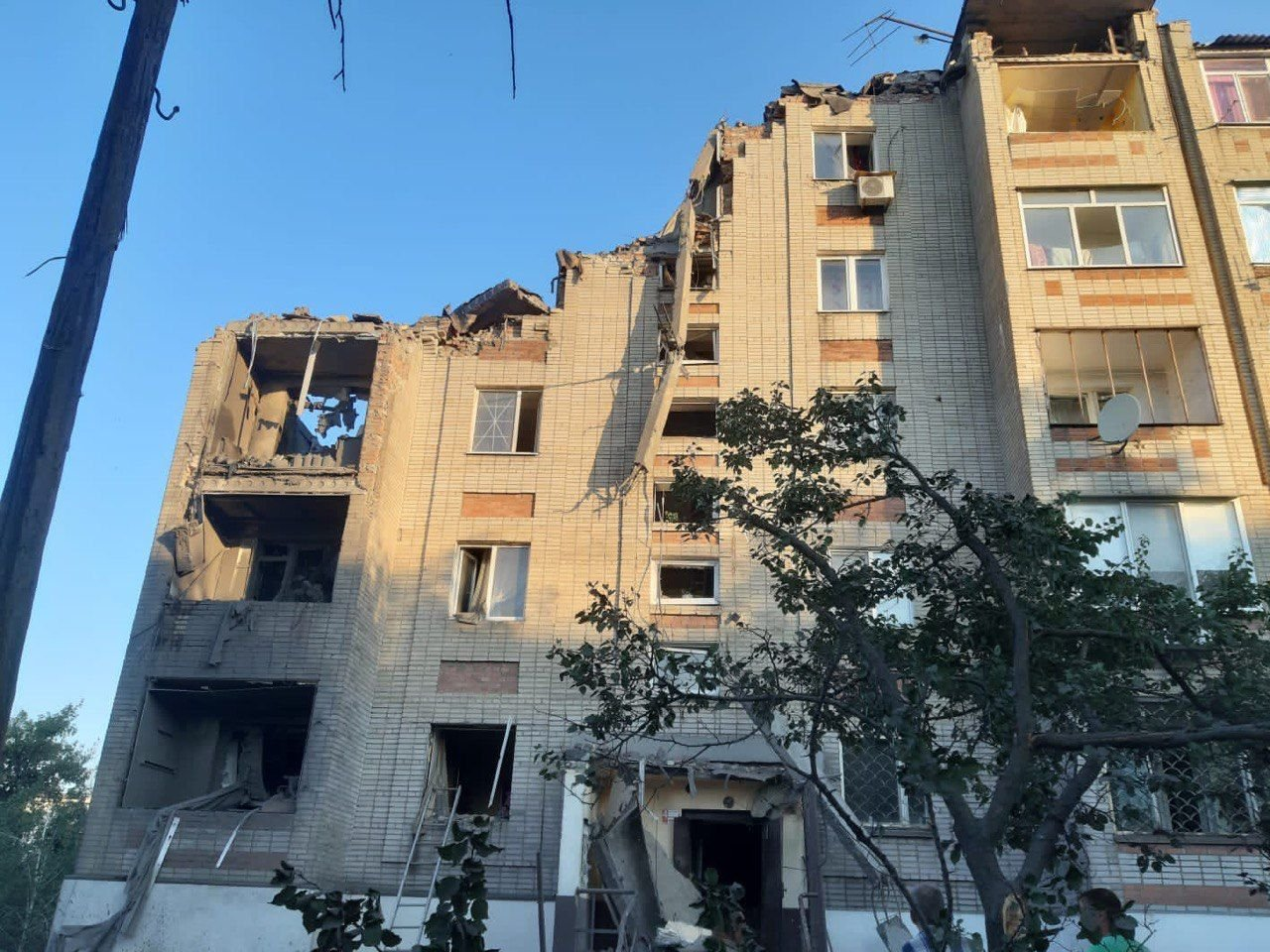
Edificio residencial de cinco pisos después de un bombardeo durante la invasión rusa de Ucrania el 28 de julio de 2022

Tras la invasión rusa de Ucrania en febrero de 2022, la mitad de la población huyó de la ciudad, y los que quedaron debieron hacer frente a carencias de recursos básicos como agua y gas. En julio de 2023, el jefe de la administración civil-militar de Toretsk, Vasyl Chynchyk, anunció que los mercados al aire libre de la ciudad serían cerrados debido al peligro que entrañaban los bombardeos rusos. La administración siguió evacuando lentamente a la población hacia el oeste.
En junio de 2024 comenzó una ofensiva rusa para capturar la ciudad y sus aldeas circundantes. Para octubre, Rusia controlaba total o casi completamente los asentamientos periféricos orientales de Toretsk: Pivnichne, Zalizne, Druzhba y Pivdenne, mientras avanzaban hacia el centro de la localidad. En medio de duros combates, la población de la ciudad se redujo a unos 1600 habitantes.
En enero de 2025, las fuerzas rusas controlaban la mayor parte de Toretsk mientras continuaban los combates alrededor de la ciudad.  El 7 de febrero,el Ministerio de Defensa de Rusia informó que sus tropas habían ocupado la ciudad por completo «Las operaciones ofensivas (...) han permitido la liberación de la ciudad de Dzerzhinsk». Las fuerzas ucranianas admitieron indirectamente la pérdida de la ciudad. Sobre el 1 de marzo Ucrania, en un contraataque, recuperó parcialmente el control de la ciudad. 

## Demografía
La evolución de la población de Toretsk entre 1923 y 2021 fue la siguiente:
| 6320                                                          | 12 806 | 31 750 | 44 835 | 46 818 | 44 502 | 50 538 | 43 371 | 40 359 | 32 956 |
| (Fuente: Cities & Towns of Ukraine y UKRAINE: Größere Städte) |        |        |        |        |        |        |        |        |        |

Según el censo de 2001, el 61,4 % de la población son ucranianos, el 36,1 % son rusos y el resto de minorías se dividen en bielorrusos (1 %) y tártaros (0,3 %), principalmente. En cuanto al idioma, la lengua materna de la mayoría de los habitantes, el 87,14 % es el ruso; del 12,18 % el ucraniano. Desde finales del siglo pasado la tendencia es a la disminución de la población por la emigración.

## Economía
Como en la mayoría de las ciudades del Dombás, la industria del carbón desempeña un papel de liderazgo en la economía de la ciudad (representando el 50,9% de la producción industrial total en 2008). Sin embargo, muchas minas en toda la región se cerraron desde la década de 1990 y el agua de las minas aún requieren tratamiento. Durante la guerra del Dombás de 2014, este trabajo de mantenimiento a menudo se paralizó. El agua de los pozos que ya no estaban controlados también inundó los pozos que aún estaban en funcionamiento. Además de poner en peligro el agua potable local, esto también significó la contaminación del cercano Kryvy Torez. A principios de 2022, dos minas de carbón seguían en funcionamiento.

## Infraestructura

### Arquitectura y monumentos
Hasta 1991 Toretsk tenía 13 palacios de la cultura y clubes, y 25 bibliotecas. Además, en una de sus instalaciones se encuentra el museo local de historia de Toretsk, así como un jardín de invierno único, (único de este tipo en Ucrania).

## Personas ilustres
- Nikolái Ryzhkov (1929): político ruso y dirigente soviético que fue presidente del Consejo de Ministros de la URSS entre 1985 y 1991, durante la época de Mijaíl Gorbachov.
- Iván Karabyts (1945-2002): compositor y productor ucraniano y Artista del Pueblo de Ucrania.
- Tetiana Lazareva (1981): luchadora ucraniana que compitió en lucha libre en dos Juegos Olímpicos (2008 y 2012).

## Galería

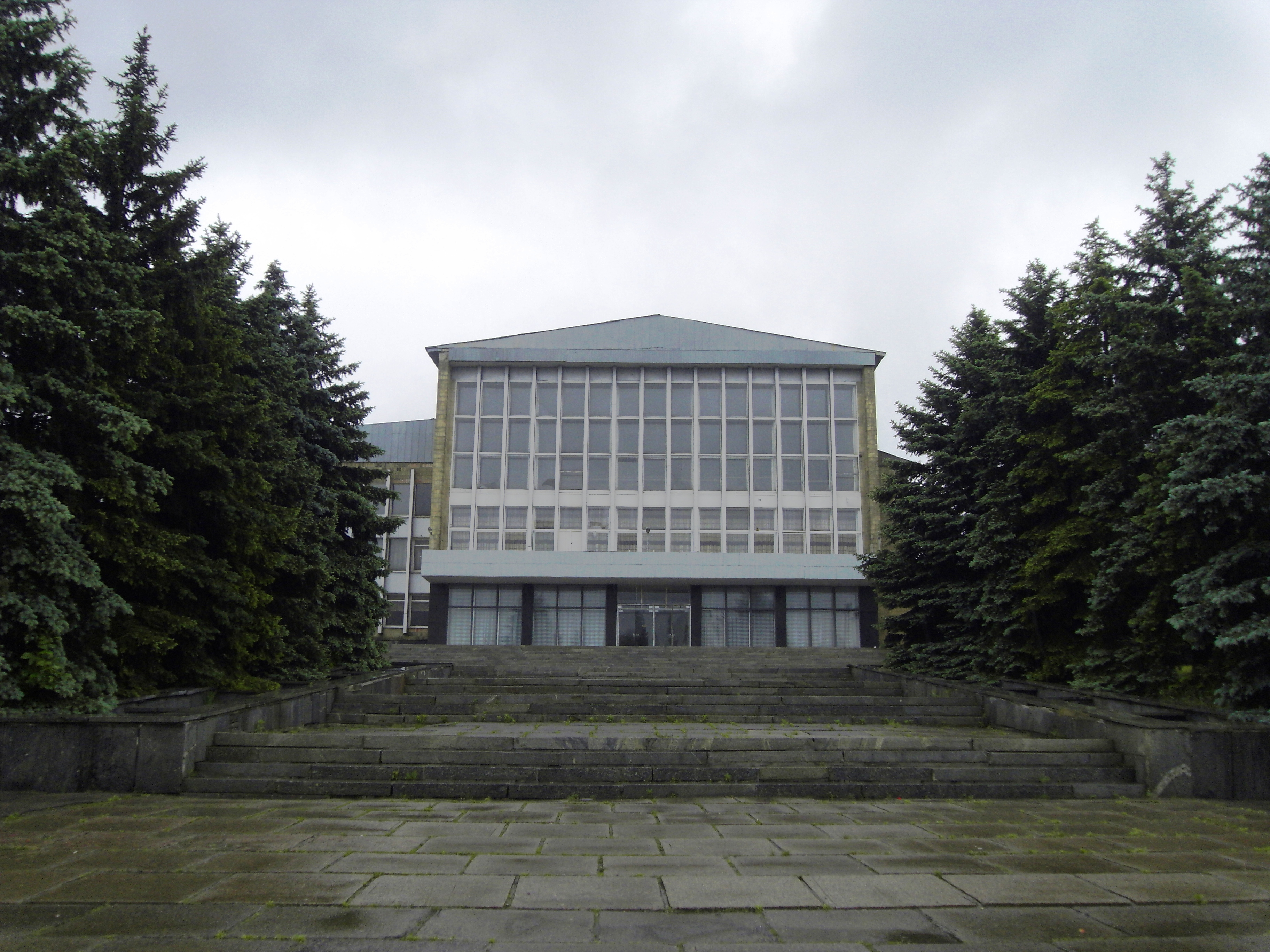
Palacio de la Cultura de Toretsk
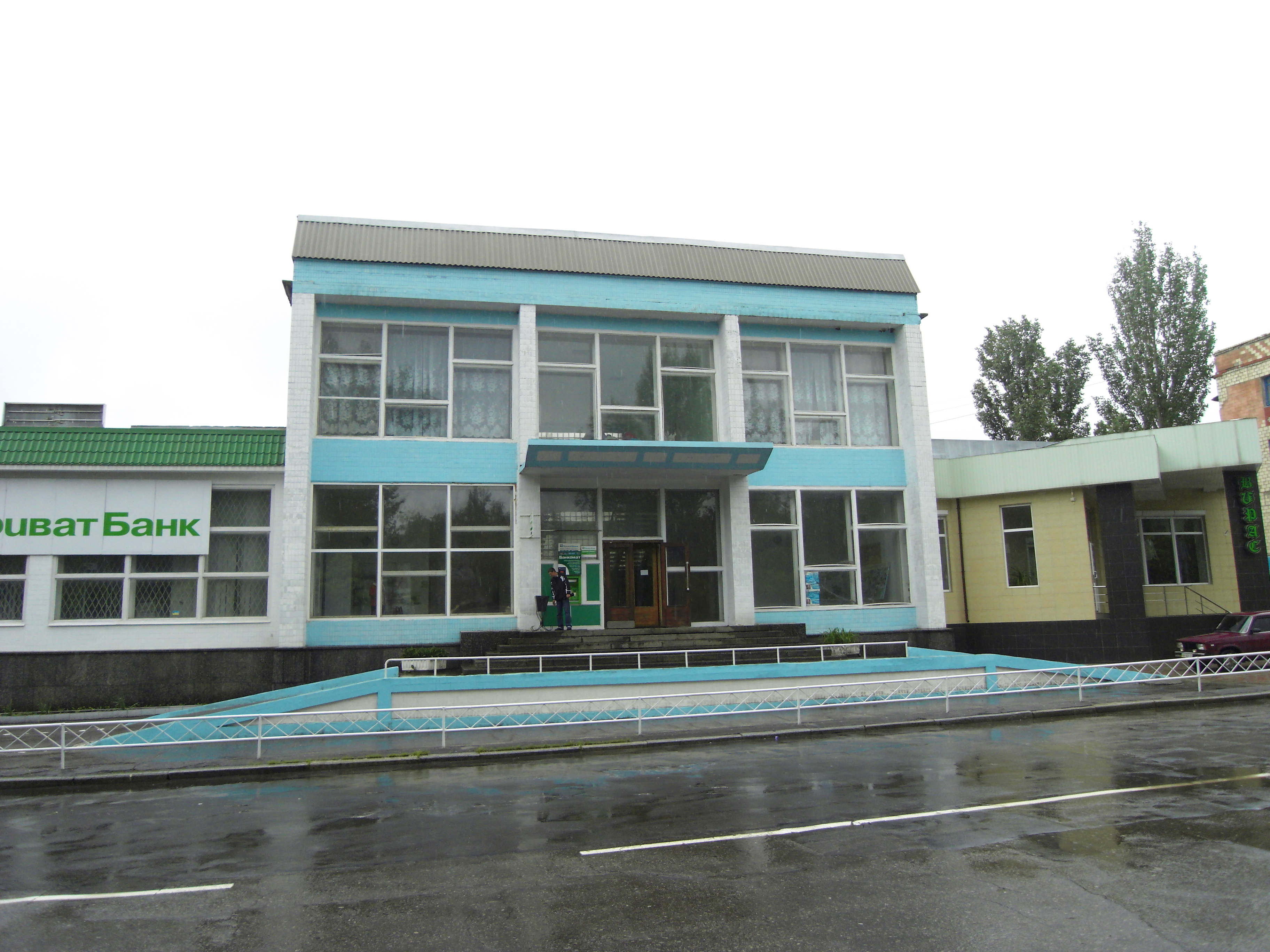
Edificios en el centro de ciudad
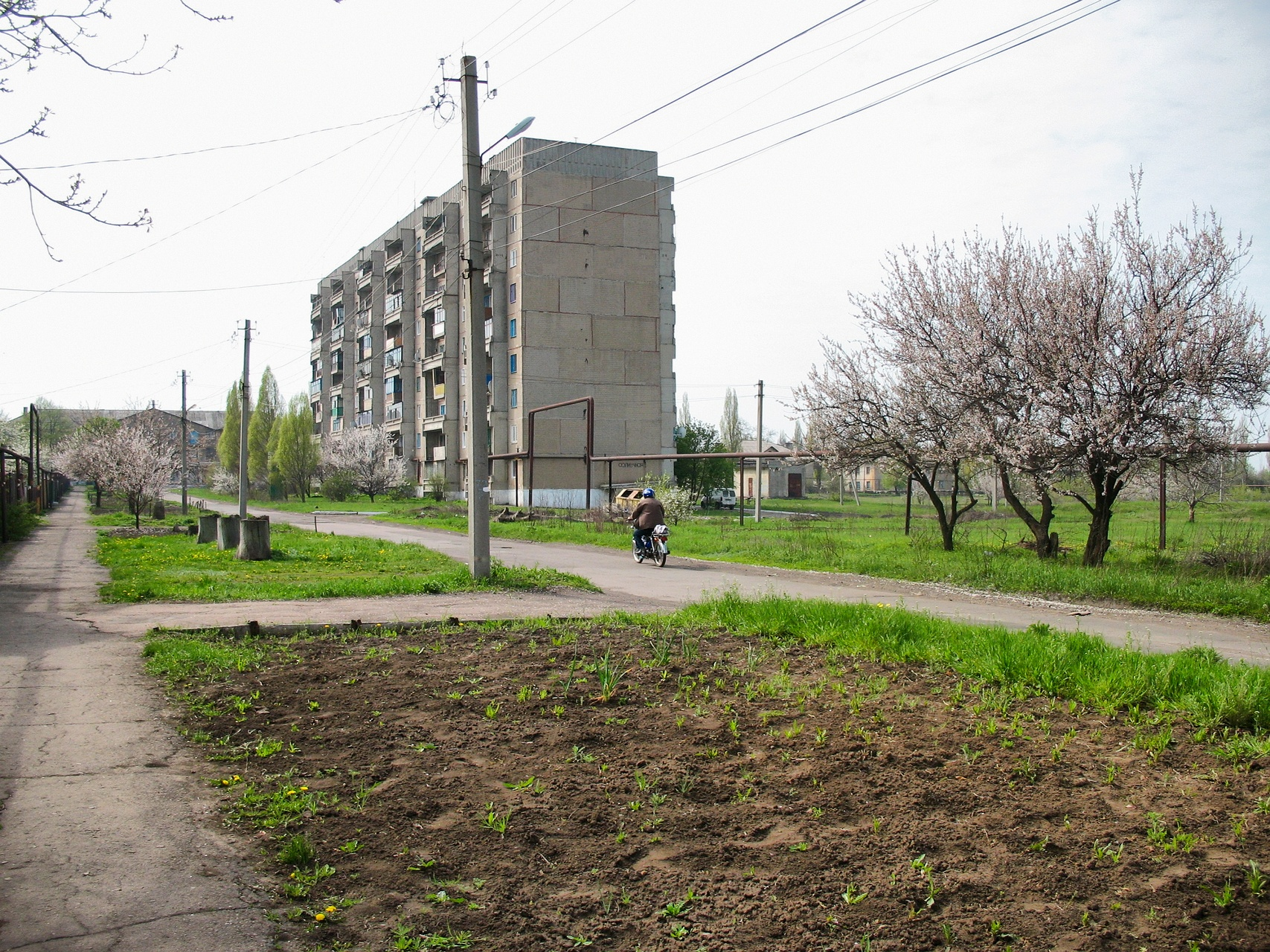
Bloque de pisos
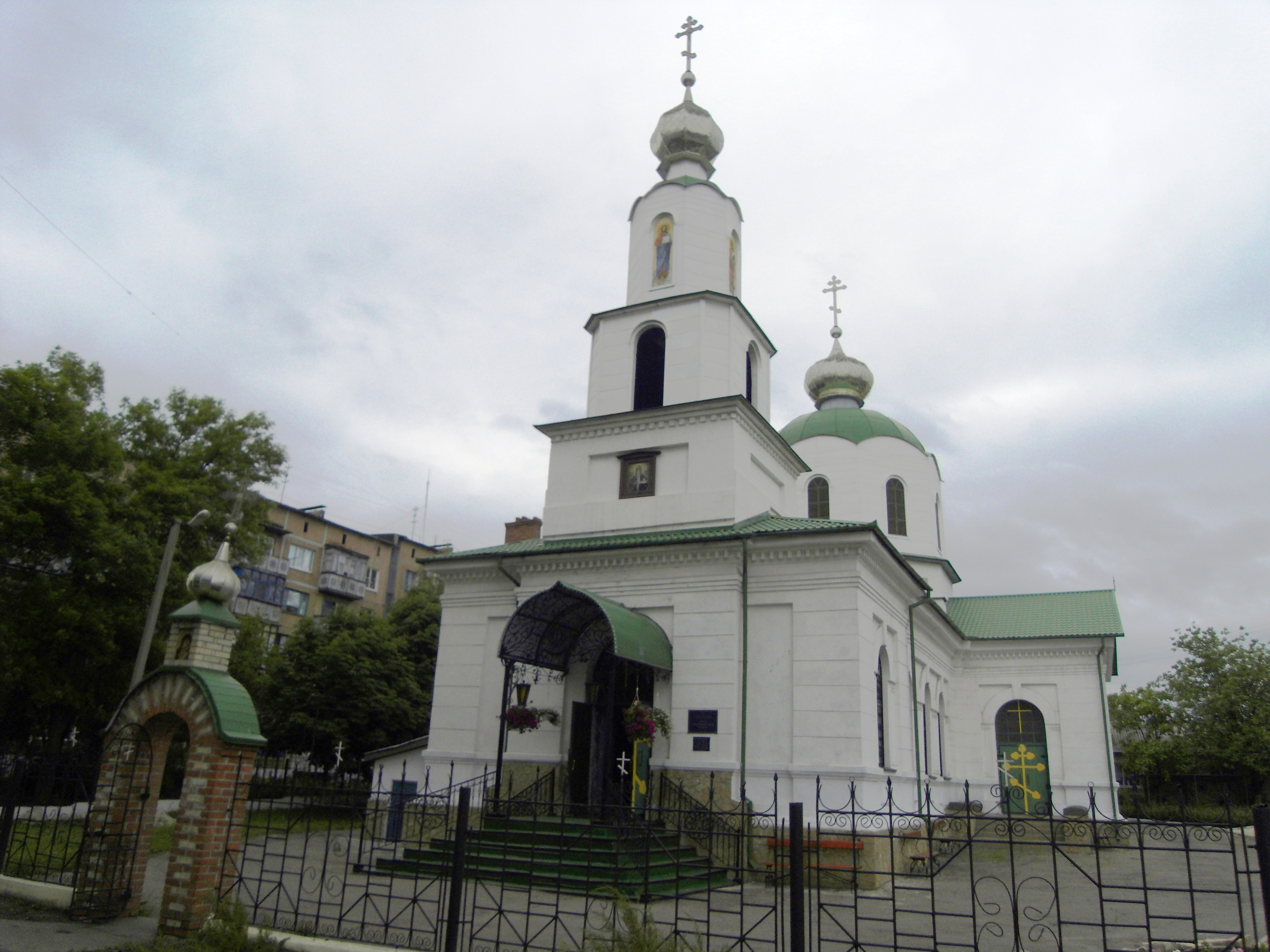
Iglesia de San Macario de Toretsk
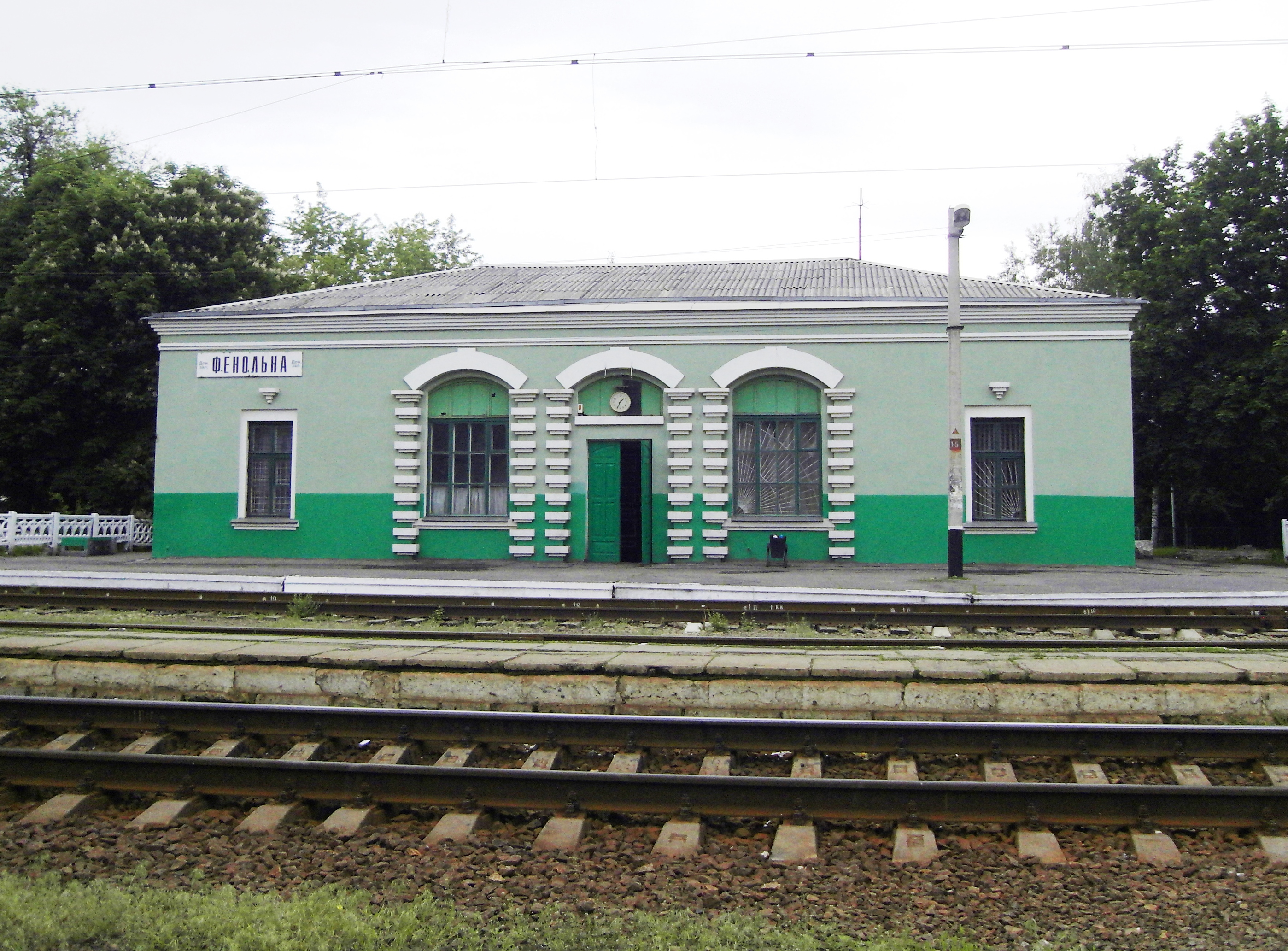
Estación de trenes de Toretsk
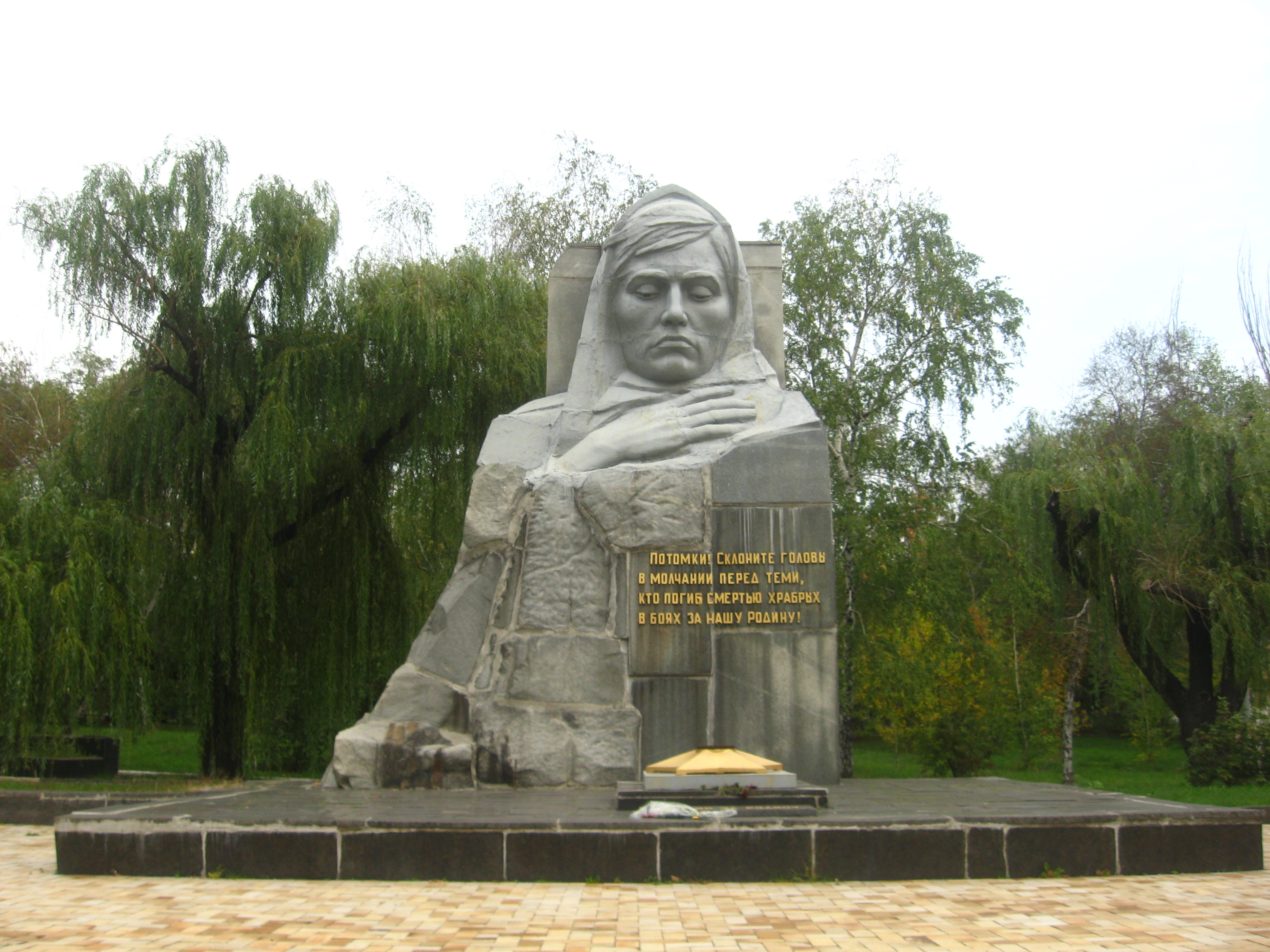
Monumento de la madre llorando
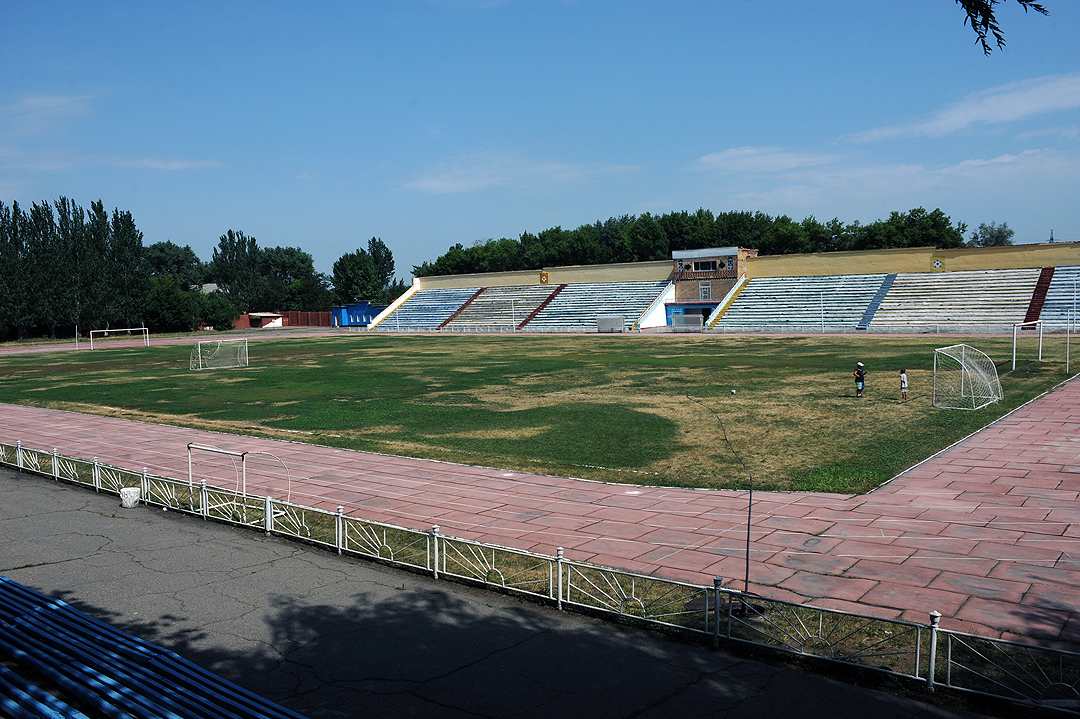
Estadio Avanhard de Toretsk